# 布宜諾斯艾利斯湖縣

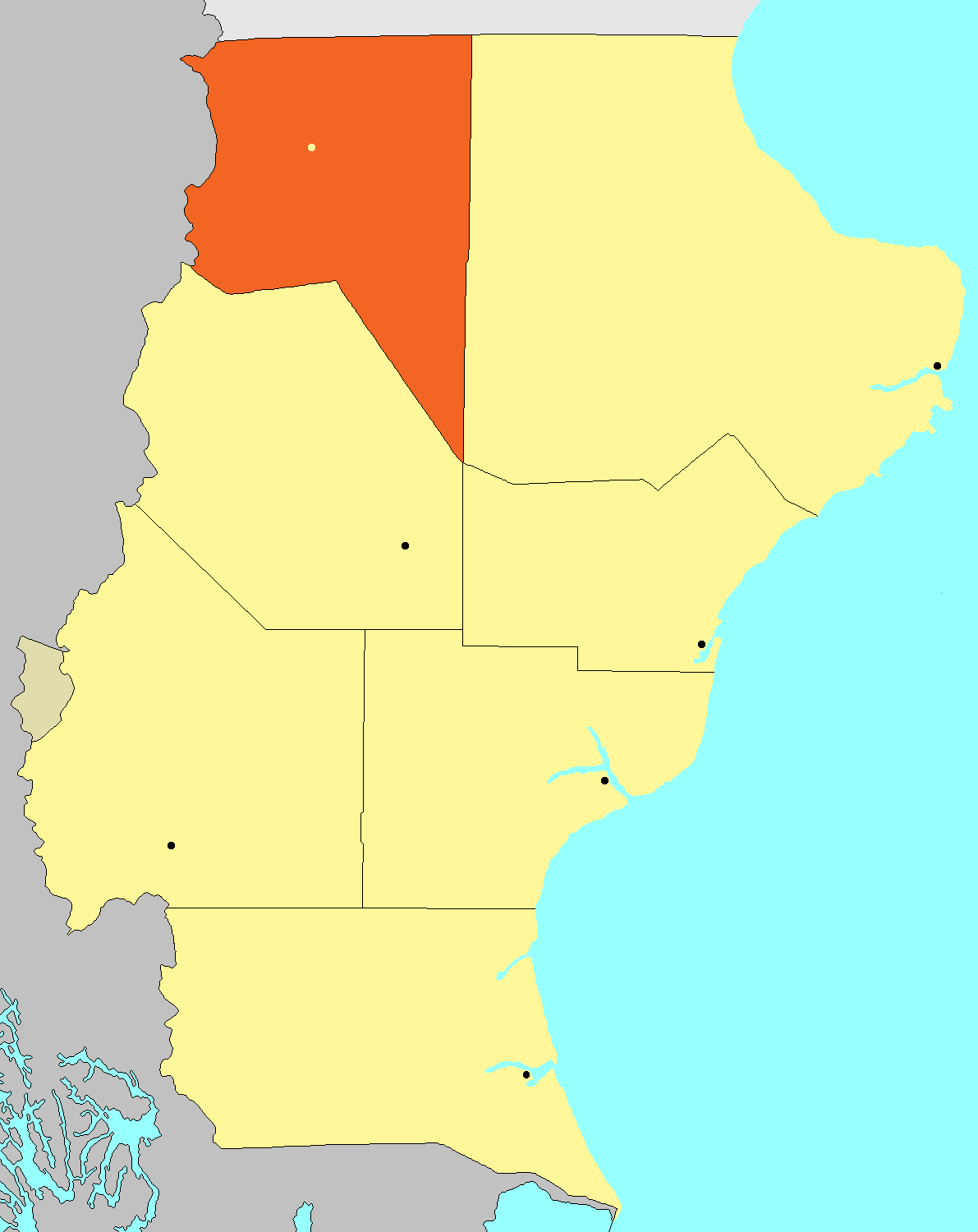

布宜諾斯艾利斯湖縣（西班牙語：Departamento Lago Buenos Aires），是阿根廷的縣份，位於該國南部聖克魯斯省，首府設於佩里托莫雷諾，面積28,609平方公里，2010年人口8,750，人口密度每平方公里0.30人。
46°35′18″S 70°55′49″W / 46.58833°S 70.93028°W